# Campoplex ecoxalis
Campoplex ecoxalis är en stekelart som beskrevs av Walkley 1958. Campoplex ecoxalis ingår i släktet Campoplex och familjen brokparasitsteklar. Inga underarter finns listade.